# World Snooker Federation
World Snooker Federation (WSF) — międzynarodowe stowarzyszenie sportowe, którego celem jest centralizacja i globalizacja snookera.

## Historia
Bilard ma stać się dyscypliną olimpijską do 2024, a Międzynarodowy Komitet Olimpijski ustanowił odpowiednie przepisy. Informacje na ten temat zawiera Agenda MKOl 2020, która powinna również otworzyć drzwi nowym sportom. Perspektywa udziału w igrzyskach olimpijskich i związana z tym popularyzacja, transmisje telewizyjne oraz pieniądze ze sponsoringu spowodowały, że spór pomiędzy International Billiards and Snooker Federation (IBSF) a World Professional Billiards and Snooker Association (WPBSA) wygasł i zakończył się 5 października 2017 oficjalnym ogłoszeniem utworzenia World Snooker Federation. WSF zrzesza zarówno amatorów, jak i zawodowych snooke i będzie kluczową organizacją, ponieważ snooker ma nadzieję zająć swoje miejsce w programie olimpijskim i paralimpijskim. WSF zostało oficjalnie założone jako Międzynarodowa Federacja Sportu non-profit (IF) w Lozannie w Szwajcarii gdzie ma swoją siedzibę wiele wpływowych międzynarodowych organizacji sportowych, w tym Międzynarodowy Komitet Olimpijski (MKOl). Pierwszym prezesem został były zawodowy snookerzysta Jason Ferguson, który jest przewodniczącym WPBSA od 2010. Już w 1998 roku został wybrany do zarządu WPBSA jako przedstawiciel zawodników.
WSF zaprasza do członkostwa krajowe i regionalne związki sportowe.

## Stowarzyszenia regionalne i krajowe
WSF jest otwarte na członkostwo organizacji regionalnych i stowarzyszeń krajowych z całego świata. Przy wsparciu tych organów i stowarzyszeń WSF ma stać się częścią międzynarodowej struktury zajmującej się snookerem i bilardem, w której stowarzyszenia krajowe będą mogły rozwijać nowe możliwości. Od 2010 roku WPBSA i World Snooker Tour organizują wiele nowych wydarzeń w ścisłej współpracy z krajowymi stowarzyszeniami, takimi jak Indian Open, Riga Open, Mistrzostwa świata w snookerze na sześciu czerwonych w Tajlandii i różne wydarzenia rankingowe w Chinach.
WSF zapewnia również ważne możliwości gry, organizując mistrzostwa WSF Championship. Te amatorskie turnieje w różnych grupach wiekowych są otwarte dla najlepszych zawodników z krajowych stowarzyszeń będących członkami WSF i dają możliwość zakwalifikowania się do miejsc na World Snooker Tour. Pierwsza edycja tych mistrzostw odbyła się przed rozpoczęciem sezonu snookerowego 2018/19.
Członkostwo w WSF jest również wymagane do organizowania turniejów WPBSA Q Tour i uczestniczenia w nich. Jest to seria amatorska, poprzez którą możliwa jest również kwalifikacja do touru zawodowego.

## Zarząd
WSF jest zarządzany przez Zarząd, która jest odpowiedzialny za zapewnienie stosowania odpowiednich praktyk zarządzania i rachunkowości. Zarząd wspiera nowo utworzona Rada składająca się z maksymalnie 10 osób z całego świata, reprezentujących różne regiony i kontynenty. WSF stara się zgromadzić zróżnicowany i wielonarodowy zespół.